# Rancogne

Rancogne este o comună în departamentul Charente, Franța. În 1 ianuarie 2018 avea o populație de 361 de locuitori.